# Tibiotrichius kuatunensis
Tibiotrichius kuatunensis är en skalbaggsart som beskrevs av Tesar 1952. Tibiotrichius kuatunensis ingår i släktet Tibiotrichius och familjen Cetoniidae. Inga underarter finns listade i Catalogue of Life.